# Buqara
Bùqara (in arabo  بوقرة‎?, Būqara) (indicata anche come Bougara o Bouguerra) è una cittadina situata nella pianura di Mitija, circa 20 a sud di Algeri. Posizionata sulla strada N29, la principale arteria stradale che collega Blida a Larbaâ, è il capoluogo della Dāʾira di Buqara, nella wilāya di Blida.
In precedenza, sotto la dominazione francese, veniva chiamata Rovigo, toponimo con cui può essere rintracciato dal 1962 sulla Guida Michelin dell'Algeria. Il nome francese è stato scelto in onore di Anne Jean Marie René Savary, duca di Rovigo, che fu il Comandante dell'Armée de terre (esercito) in Algeria dal dicembre 1831 all'aprile 1833, quando è stato cambiato il toponimo a causa della natura particolarmente violenta del suo regime repressivo.
A circa 8 km a sud della città sono presenti, presso Hammam-Mélouane, impianti termali basati sulla sabbia salina.
Durante la seconda guerra mondiale le truppe del British Army si accamparono e occuparono le aziende agricole di proprietà francese nei pressi di Rovigo nell'autunno 1943.
Nel 1946, l'Haganah, organizzazione paramilitare ebraica dalla quale si svilupperà l'esercito israeliano, ebbe un campo di addestramento nei pressi di Rovigo.
Il 4 giugno 1957, Edouard Samson, presidente della delegazione speciale di Rovigo, fu arrestato dalla DST, accusato di collusione con il Fronte di Liberazione Nazionale (Front de Libération Nationale - FLN).
Tra i personaggi famosi nati a Rovigo ci sono i due scrittori Pieds-noirs liberali: Jules Roy (nato nel 1907) e
Jean Pélégri (nato nel 1920). Le spoglie della madre di Roy sono tumulate presso il villaggio di Sidi Musa, circa 8 km a nord di Buqara, dove crebbe nell'azienda agricola dei nonni materni.